# كونو كلوتزر
ويلي ميلثيب (بالألمانية: Kuno Klötzer) (من مواليد 19 أبريل 1922 في غاير بألمانيا، وتوفي في 6 أغسطس 2011) هو لاعب كرة قدم ومدرب كرة قدم ألماني سابق، درب العديد من الأندية الأوربية.
كان أبرزها نادي نادي هامبورغ والذي فاز معه بلقب كأس الكؤوس الأوروبية في عام 1977.

## روابط خارجية
- كونو كلوتزر على موقع قاعدة بيانات كرة القدم.إي يو (الإنجليزية)
- كونو كلوتزر على موقع بيانات كرة القدم. دي إي (الألمانية)
- كونو كلوتزر على موقع عالم كرة القدم.نت (الإنجليزية)